# جورج جي. لورنتز
جورج جي. لورنتز (بالإنجليزية: George G. Lorentz)‏ هو رياضياتي أمريكي، ولد في 25 فبراير 1910 في سانت بطرسبرغ في روسيا، وتوفي في 2006.